# Religionen in München
Mit Stand April 2025 waren von den 1.604.935 Einwohnern 23,4 % katholisch, 8,4 % evangelisch und 68,2 % gehörten anderen Glaubensgemeinschaften an oder waren konfessionslos.
Der Anteil der Katholiken und Protestanten an der Gesamtbevölkerung sinkt seit vielen Jahren, während der Anteil der Konfessionslosen zunimmt.
Bis zum Jahr 2000 waren die Katholiken die stärkste Bevölkerungsgruppe. Heute stellen Konfessionslose in München die Mehrheit.
Nach der Vertreibung der Juden im 15. Jahrhundert sind erst zu Beginn des 18. Jahrhunderts wieder jüdische Bürger in München nachgewiesen. Evangelische Kirchen sind erst seit dem Beginn des 19. Jahrhunderts präsent.

## Konfessionsstatistik
Juni 2025 waren von den 1.605.094 Einwohnern 23,3 % katholisch, 8,4 % evangelisch und 68,3 % gehörten anderen Glaubensgemeinschaften an oder waren konfessionslos.
|                            | 1961 | 1987 | 2011 | 2015 | 2020 | 2021 | 2022 | 2023 | 2024 |
| -------------------------- | ---- | ---- | ---- | ---- | ---- | ---- | ---- | ---- | ---- |
| römisch-katholisch         | 71,8 | 58,0 | 36,6 | 33,1 | 29,1 | 27,7 | 25,9 | 24,7 | 23,7 |
| evangelisch (a)            | 22,6 | 19,1 | 13,8 | 11,9 | 10,4 | 09,9 | 09,4 | 09,0 | 08,6 |
| muslimisch                 | –    | 04,0 | –    | –    | –    | –    | –    | –    | –    |
| jüdisch                    | –    | –    | –    | 00,3 | –    | –    | –    | –    | –    |
| andere und Konfessionslose | 05,6 | 18,9 | 49,6 | 54,7 | 60,5 | 62,3 | 64,8 | 66,3 | 67,7 |

Konfessionslose stellen in München die absolute Mehrheit dar, dennoch gehört München zu den Städten, in denen Mariä Himmelfahrt (15. August) ein gesetzlicher Feiertag ist.

## Christentum

### Katholische Kirchen

#### Römisch-katholische Kirche

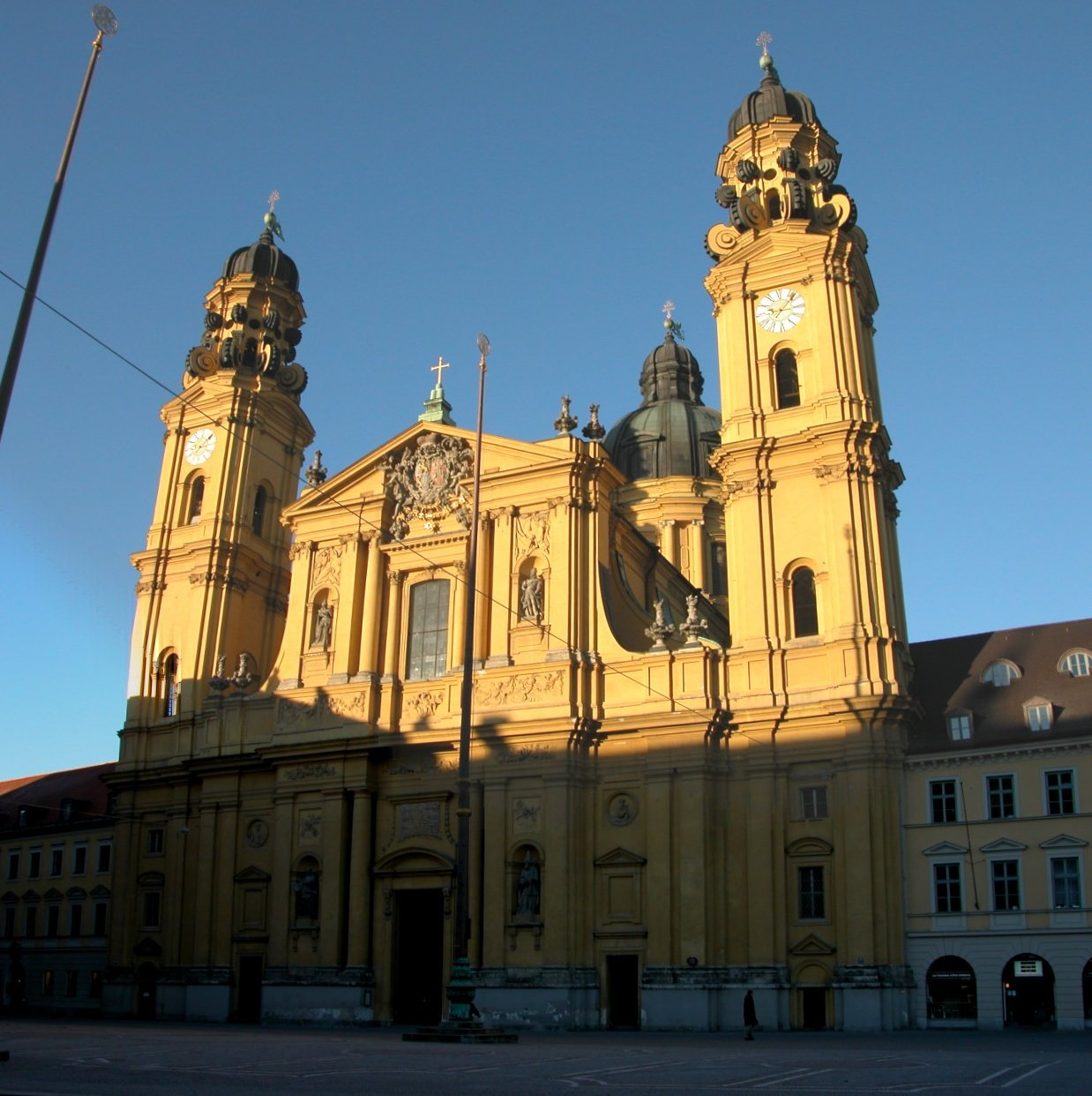
Die Theatinerkirche

Die Stadt München gehörte von Anfang an zum Bistum Freising, das Suffraganbistum von Salzburg war. Die Bemühungen, in München ein eigenes Bistum zu gründen, scheiterten mehrmals. 1817 wurde jedoch im Zusammenhang mit den politischen Veränderungen dieser Zeit der Freisinger Bischofssitz nach München verlegt. Gleichzeitig wurde das Bistum zum Erzbistum erhoben. Die Bezeichnung lautet seither Erzbistum München und Freising, dessen Erzbischof seit 2008 Reinhard Marx ist. Bischofskirche wurde die Pfarrkirche zu Unserer Lieben Frau (Frauenkirche), das bekannteste Wahrzeichen der Stadt. Heute ist das Stadtgebiet Münchens in mehrere Dekanate eingeteilt, die aus mehreren Pfarrgemeinden bestehen.

#### Altkatholische Kirchen
Die Altkatholische Kirche hat in München eine Gemeinde. Die Kirche Sankt Willibrord befindet sich in der Blumenstraße, Nähe Sendlinger Tor.

#### Unierte Kirchen
München ist Sitz der Apostolischen Exarchie für katholische Ukrainer des byzantinischen Ritus in Deutschland und Skandinavien.

#### Andere Katholische bzw. Anglikanische Kirchen
In München hat die Freikatholische Kirche ihren Sitz.
Vertreten ist auch die Priesterbruderschaft St. Pius X.
Die Episcopal Church in the USA hat eine Gemeinde, die in Harlaching in der Emmauskirche ihre Gottesdienste feiert.

### Evangelische Kirchen

#### Evangelisch-Lutherische Kirchen

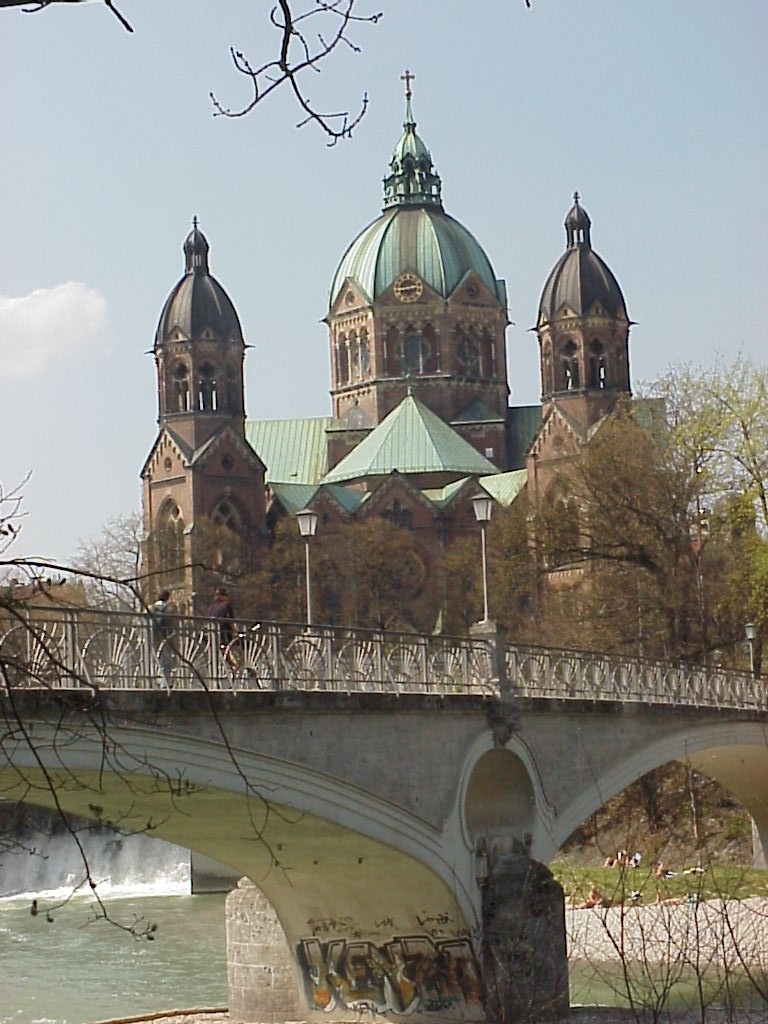
St. Lukas mit Kabelsteg

Die Lehre Martin Luthers fand in München zunächst eine gewisse Sympathie, doch konnte sie sich nach dem Wormser Reichstag 1522 nicht durchsetzen und wurde in den folgenden Jahren und Jahrzehnten stark verfolgt. Vor allem auch durch das Wirken der Jesuiten wurde jedes Aufkeimen protestantischer Bestrebungen unterdrückt. Daher blieb München eine ausnahmslos katholische Stadt. Erst im Jahre 1799 konnte sich um die damalige Kurfürstin von Bayern (Karoline Friederike Wilhelmine von Baden) eine kleine evangelische Gemeinde bilden, die 1806 zur Gründung der ersten Pfarrei führte, deren Gliederzahl sich ständig erhöhte. Die Salvatorkirche wurde den Protestanten zugebilligt, doch wurde sie nicht als solche benutzt, weil sie zu klein war. Die Gemeinde gehörte zur Protestantischen Kirche des Königreichs Bayern, die Anfang des 19. Jahrhunderts für alle lutherischen und reformierten Gemeinden des Königreichs Bayern errichtet wurde. 1817 wurde München Sitz des „Oberkonsistoriums“ dieser „Protestantischen Gesamtgemeinde“ des Königreichs Bayern. 1833 konnte die St. Matthäuskirche als erste evangelische Kirche errichtet werden. Die St.-Markus-Kirche als zweite und damals noch neugotisch konzipierte, mittlerweile aber mehrfach umgebaute Kirche folgte 1877. In den folgenden Jahrzehnten werden weitere Kirchen errichtet und 1920 entstand die Gesamtkirchengemeinde München mit mehreren Teilkirchengemeinden. Sie gehören zum Dekanat München, das 1968 in vier Prodekanatsbezirke aufgeteilt wurde und Teil des Kirchenkreises München ist.
Neben den Gemeinden der Evangelisch-Lutherischen Landeskirche in Bayern besteht in München seit den 1960ern auch eine Gemeinde der altkonfessionell verfassten Selbständigen Evangelisch-Lutherischen Kirche.

#### Evangelisch-Reformierte Kirche
Unter dem Einfluss der reformierten Königin Karoline Friederike Wilhelmine von Baden fanden sich bereits zu Beginn des 19. Jahrhunderts Reformierte in München. Am 30. Juli 1801 erhielt als erster evangelischer Christ der reformierte Mannheimer Kaufmann Johann Balthasar Michel (1755–1818) das Münchner Bürgerrecht. Jedoch wurde erst 1926 offiziell eine Reformierte Gemeinde gegründet. Heute bestehen drei reformierte Gemeinden, die der Evangelisch-reformierten Kirche angehören. Die reformierte Landeskirche ist wie die lutherische Landeskirche Bayerns Mitglied der Evangelischen Kirche in Deutschland. Neben den beiden deutschen reformierten Gemeinden bestehen auch eine niederländische (1977 gegründet) und eine ungarische.

#### Evangelische Freikirchen

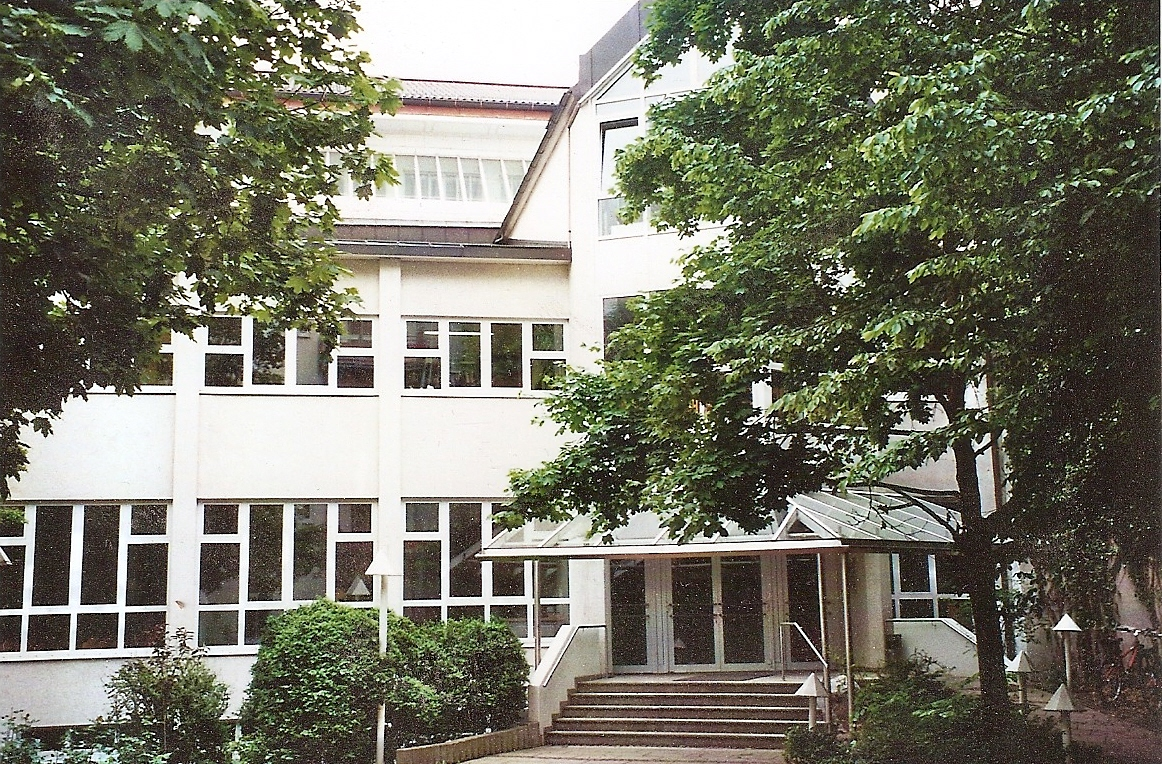
Kirche der Baptistengemeinde München, Holzstraße

Bereits 1527 entstand in München eine erste Täufergemeinde, die jedoch in den folgenden Jahren grausam verfolgt wurde. Die letzte Hinrichtung eines Münchner Täufers fand im September 1586 statt. Erst im Jahr 1892 konnte wieder eine Mennonitengemeinde gegründet werden, die in den ersten Jahren vor allem aus nach Südbayern ausgewanderten Pfälzer und Lothringer Mennoniten bestand. Neben dieser bestehen in München auch Gemeinden der Baptisten, der Methodisten, der Siebenten-Tags-Adventisten, der Heilsarmee und mehrere Freie evangelische Gemeinden und Pfingstgemeinden. Die Methodisten sind mit vier Kirchen und Gemeindezentren innerhalb Münchens vertreten.

### Orthodoxe und Altorientalische Kirchen

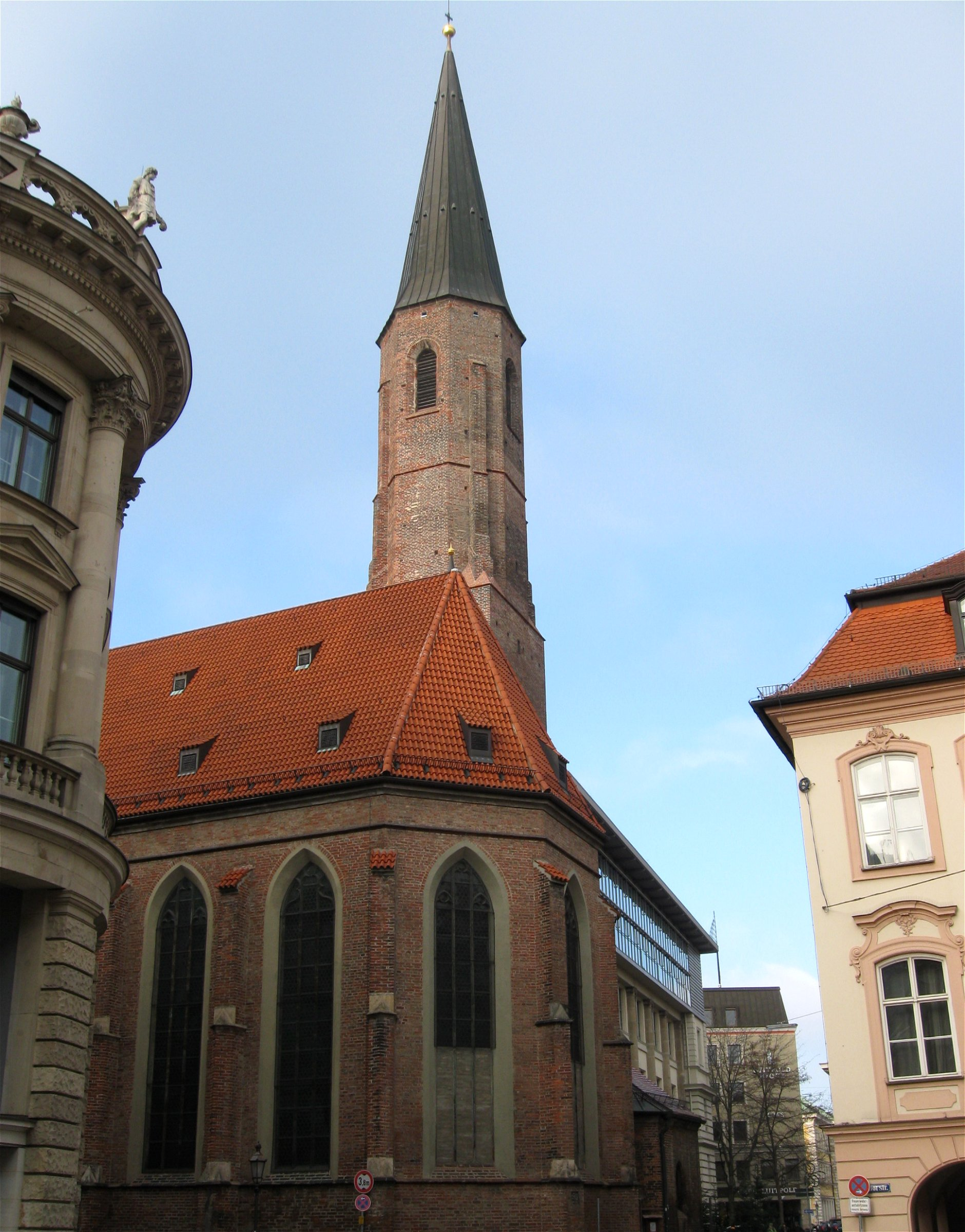
Salvatorkirche

St. Salvator, die ehemalige Friedhofskirche der Frauenkirche, wurde 1829 der griechisch-orthodoxen Gemeinde überlassen. Zu jenem Zeitpunkt war sie (nach der um 1700 gegründeten Gemeinde im Griechenhaus in Leipzig) die zweite in Deutschland und ist heute die älteste griechisch-orthodoxe Kirchengemeinde in Deutschland. Sie untersteht der Griechisch-Orthodoxe Metropolie von Deutschland und wird auf Griechisch „Verklärung des Erlösers“ (Salvator) genannt, eine weitere Gemeinde bildete sich in Schwabing.
Daneben gibt es mehrere andere Gotteshäuser für orthodoxe Kirchen, auch weil München eine starke Balkangemeinde hat. So verfügen die Russisch-Orthodoxe Kirche, die Serbisch-Orthodoxe Kirche und die Mazedonisch-Orthodoxe Kirche über eigene Kirchengebäude. Im Olympiapark steht die Ost-West-Friedenskirche von Timofei Wassiljewitsch Prochorow.
Von den altorientalischen Kirchen sind in München die Kopten sowie die Äthiopisch-Orthodoxe Kirche mit eigenen Gemeinden vertreten.

### Sonstige christliche Bekenntnisse

#### Neuapostolische Kirche

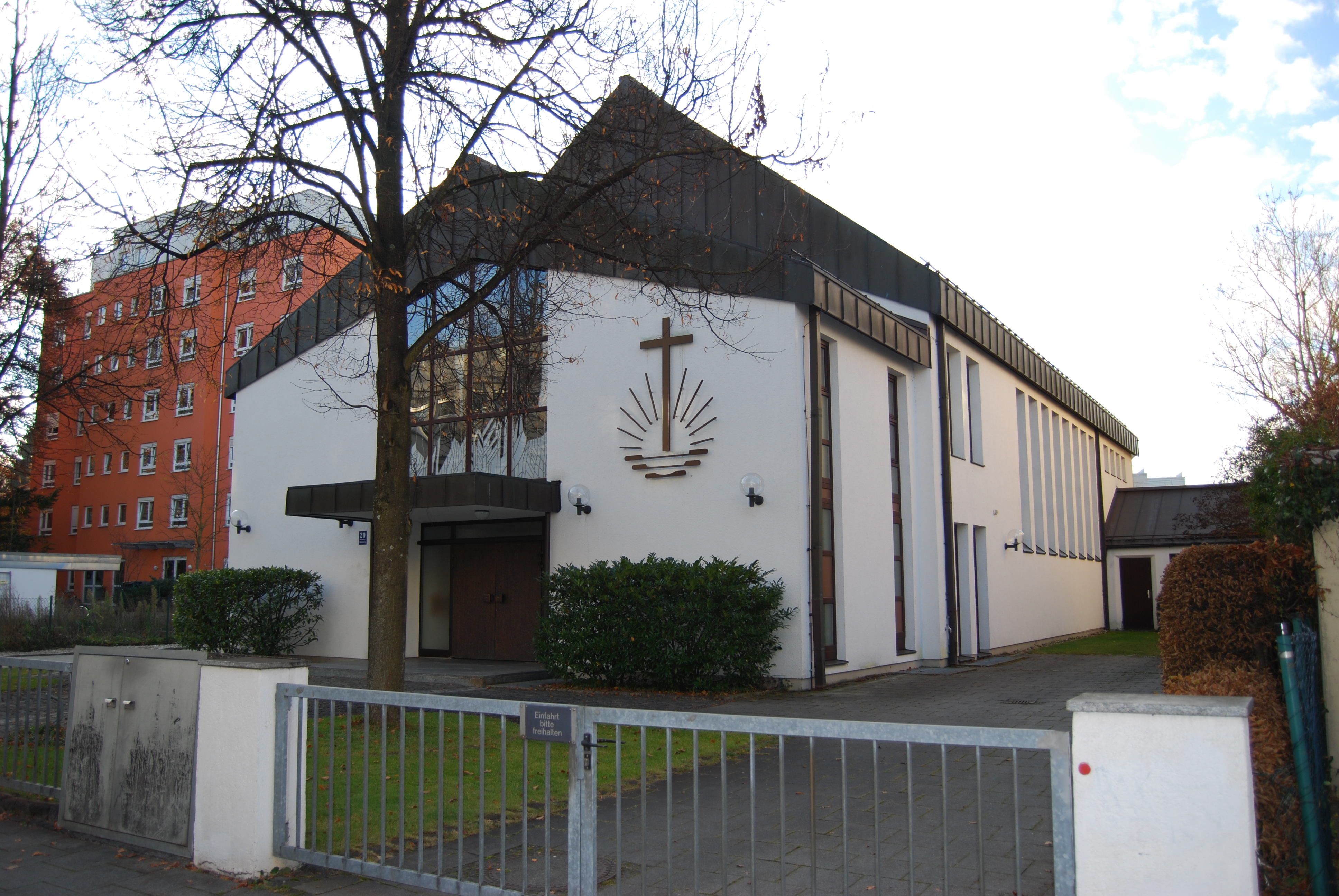
Neuapostolische Kirche in München-Thalkirchen

Die Neuapostolische Kirche war im Jahr 2014 im Stadtgebiet München mit 28 Gemeinden vertreten. Mit Stand 2025 ist die Neuapostolische Kirche im Stadtgebiet München mit sieben Gemeinden vertreten. Im Jahr 2014 fand im Olympiapark der erste Internationale Kirchentag der Neuapostolischen Kirche mit etwa 50.000 Teilnehmern statt.

#### Apostolische Gemeinschaft
Die Apostolische Gemeinschaft hat eine Gemeinde in der Westendstraße. In der Nähe von Schloss Nymphenburg hat die Katholisch-apostolische Gemeinde ein Gotteshaus.

#### Zeugen Jehovas
Die Zeugen Jehovas sind mit 59 Gemeinden in München vertreten, die 16 Königreichssäle und Saalzentren im Stadtgebiet betreiben. In der Riesstraße befindet sich ferner ein Kongresssaal der Zeugen Jehovas, in dem regelmäßig überregionale Treffen stattfinden.

#### Mormonentum
Die Kirche Jesu Christi der Heiligen der Letzten Tage ist in München mit vier Gemeinden in zwei Gemeindehäusern vertreten.

## Judentum
Erstmals ist der Aufenthalt von Juden in München für das Jahr 1229 nachweisbar. Am 12. Oktober 1285 kam es zum ersten Pogrom, nachdem eine Frau „gestand“, die Münchner Juden hätten ein getauftes Christenkind getötet und sein Blut getrunken (Ritualmordlegende). Eine aufgebrachte Volksmenge zündete die Synagoge an, wobei 180 Juden, die sich in den ersten Stock geflüchtet hatten, in den Flammen umkamen. Zwei Jahre danach durften die Juden in die Stadt zurückkehren. 1442 wurden die Juden aus München und ganz Oberbayern vertrieben. 1816 erhielt die Jüdische Gemeinde die Erlaubnis zur Anlage eines Friedhofs. König Ludwig II. stellte der Jüdischen Gemeinde 1882 ein Grundstück gegenüber der Maxburg für den Bau einer neuen Synagoge zur Verfügung, an Stelle der Synagoge am damaligen Stadtrand, der heutigen Westenriederstraße (siehe Synagoge an der Westenriederstraße München). 1910 gehörten zu den ca. 590.000 Einwohnern der Stadt 11.083 Juden. Zahlreiche jüdische Künstler, Dichter, Schriftsteller, Wissenschaftler, Kaufleute und Politiker bereicherten das kulturelle Leben und trugen entscheidend zum Ruf der Landeshauptstadt bei: Lion Feuchtwanger, Bruno Walter, Hermann Levi, Max Reinhardt, Julius Spanier, Max Littmann, Otto Bernheimer, Kurt Eisner und viele andere mehr lebten und wirkten in München. Im Januar 1933 begann die Politik der staatlich verordneten Diskriminierung und der Pogrome. Adolf Hitler persönlich gab den Befehl, die Hauptsynagoge am 9. Juni 1938 abzubrechen, wobei die Jüdische Gemeinde die Kosten für den Gebäudeabriss zu tragen hatte. Zwei weitere Synagogen fielen während der Novemberpogrome in der Nacht vom 9. auf den 10. November 1938 der SA zum Opfer. Ab jetzt fehlten im Adressbuch Münchens sämtliche Synagogen und Einrichtungen der Israelitischen Kultusgemeinde. Es folgten Jahre der Diffamierung, Vertreibung, Deportation und der Shoa.

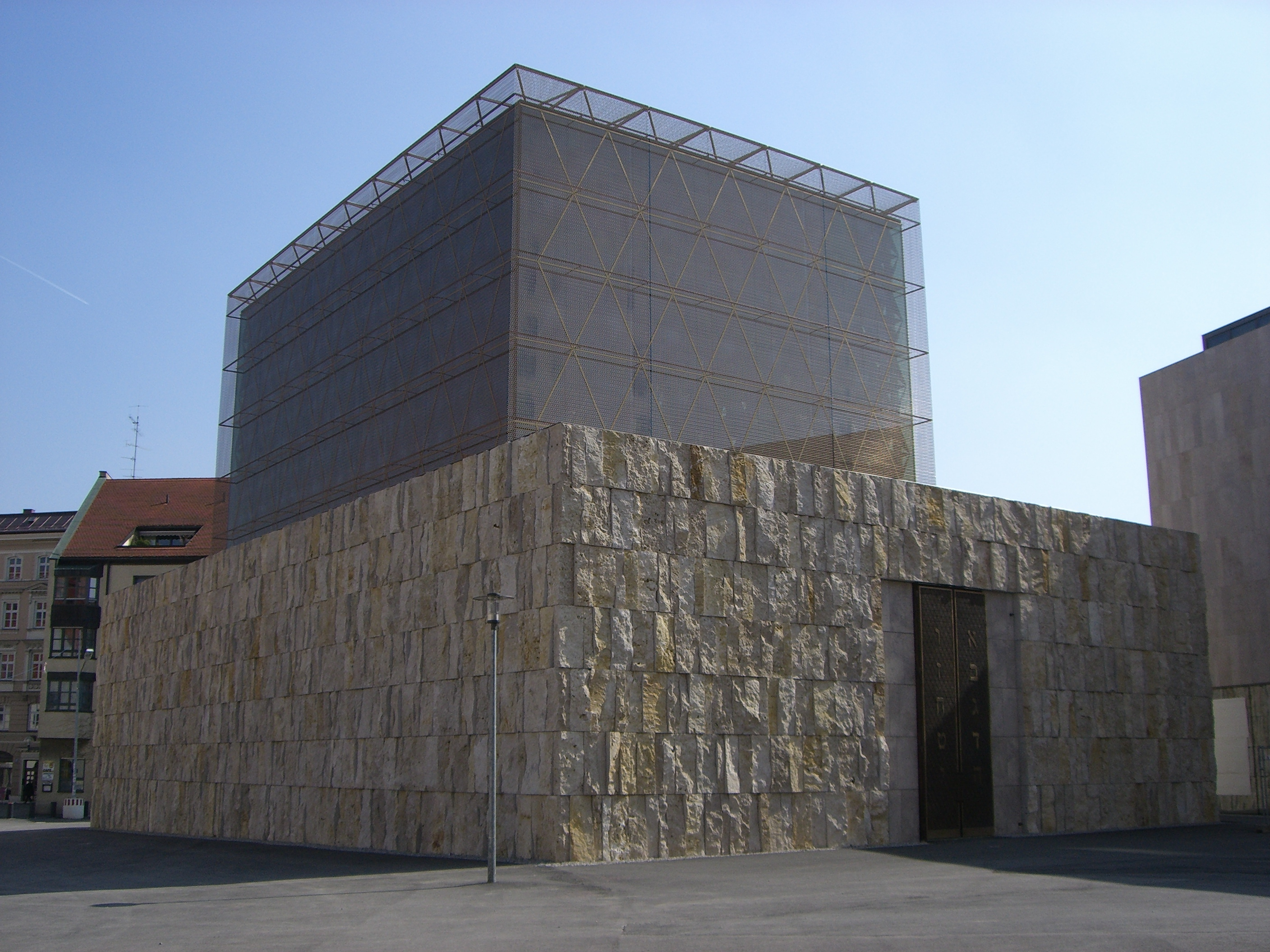
Die neue Hauptsynagoge am St.-Jakobs-Platz in München; rechts im Hintergrund das Jüdische Museum

Doch bereits im März 1946 zählte die Jüdische Gemeinde Münchens wieder ca. 2.800 Mitglieder. Zu den wenigen Rückkehrern aus den befreiten Konzentrationslagern und dem Exil kam ein größerer Teil von „Displaced Persons“. Die am 19. Juli 1945 neu gegründete Israelitische Kultusgemeinde München konnte am 20. Mai 1947 die wiederhergestellte Synagoge in der Reichenbachstraße einweihen. Während der 1990er Jahre ist die Zahl ihrer Mitglieder insbesondere durch die starke Zuwanderung aus der ehemaligen Sowjetunion auf rund 8.000 gestiegen. Neben der orthodox geführten Einheitsgemeinde gibt es in München auch die liberale Gemeinde Beth Shalom.
Am 9. November 2006, genau 68 Jahre nach der Pogromnacht, wurde die neue Hauptsynagoge Ohel Jakob (Zelt Jakobs) am Sankt-Jakobs-Platz in der Münchner Innenstadt eröffnet. Sie ist Teil des neuen Jüdischen Zentrums.

## Islam

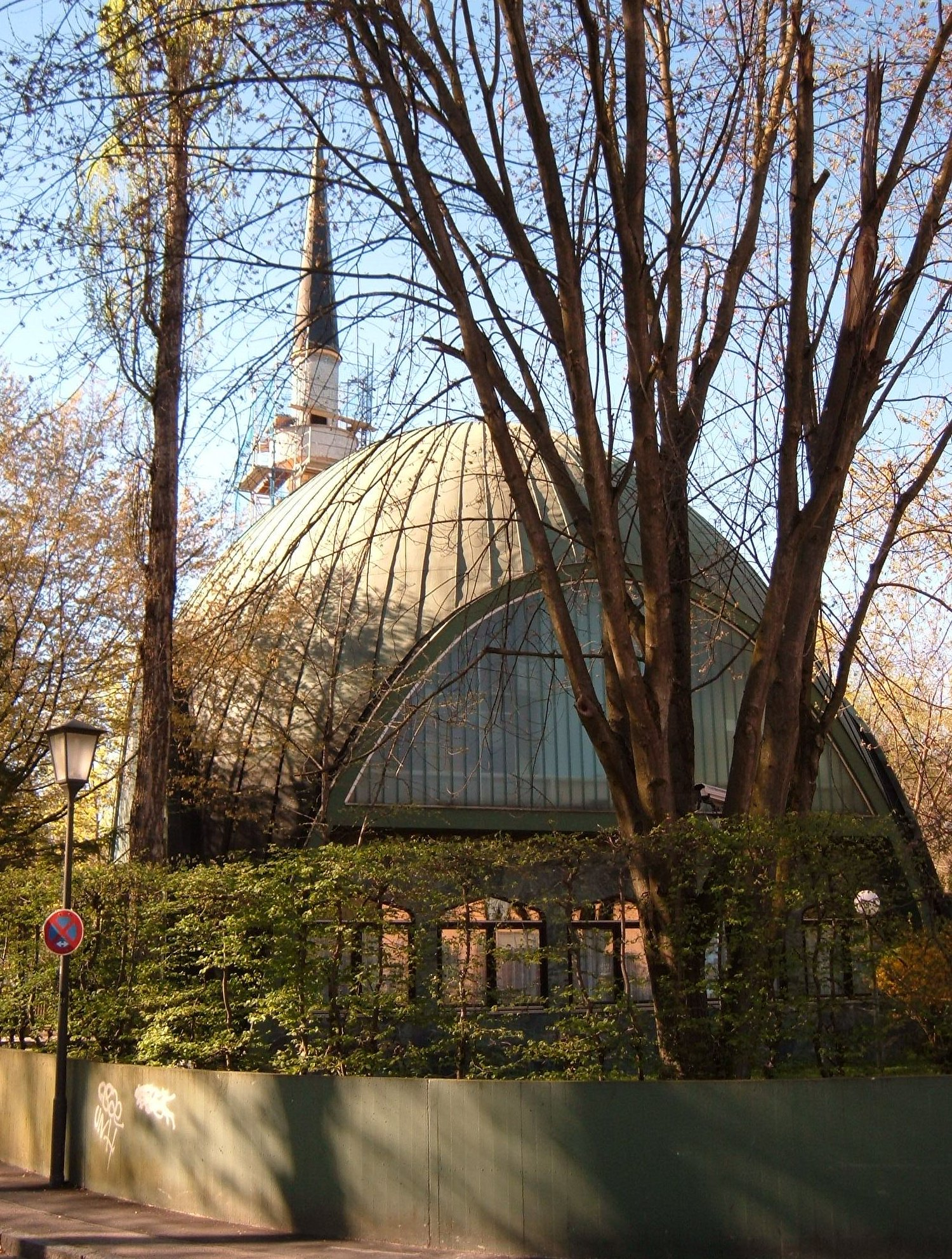
Freimann-Moschee

Mit den türkischen Kriegsgefangenen Max Emanuels kamen im 17. Jahrhundert die ersten Muslime in die Stadt. Nach Zahlung eines Lösegeldes oder im Austausch gegen Gefangene kehrten später viele zurück ins Osmanische Reich, ein kleinerer Teil blieb jedoch in München zurück und trat zum Christentum über.
Durch den Zuzug von Gastarbeitern seit den 1960er Jahren und andere Einwanderergruppen stieg der Anteil der muslimischen Bürger stark an.
Die größte Moschee der Stadt, die von 1967 bis 1973 erbaute Freimann-Moschee befindet sich in Großlappen nahe der Kläranlage und der Mülldeponie.
Insgesamt bestehen in München 43 Moscheen und muslimische Gebetsräume, einige davon richten sich gezielt an Gläubige bestimmter Herkunftsländer, etwa türkische, albanische, bosnische, afghanische oder bengalische. Einige dieser Gebetshäuser sind wie die Moschee Sendling als Hinterhofmoschee von außen gar nicht zu erkennen. Ein geplanter Neubau mit zwei Minaretten am Gotzinger Platz ist in der Anwohnerschaft stark umstritten und wurde im Februar 2010 aus finanziellen Gründen aufgegeben.
Unter der Federführung des Imams Benjamin Idriz soll in München unter dem Namen „Zentrum für Islam in Europa – München“ eine große Moschee samt Kulturzentrum und Ausbildungsstätte für Imame entstehen.
2011 signalisierte das Emirat Katar, dieses islamische Zentrum zu finanzieren. Die Rathausfraktionen von SPD, Grünen, CSU und FDP stehen hinter diesem Plan, wohingegen die rechtspopulistische Partei „Die Freiheit“ einen Bürgerentscheid über das Bauprojekt anstrengt. Als Standorte sind ein Grundstück beim Stachus und an der Dachauer Straße beim Olympiapark im Gespräch.
2009 lebten in der bayerischen Landeshauptstadt, mit damals knapp 1,3 Millionen Einwohnern, geschätzte 80.000 Muslime – oder 6 % der Gesamtbevölkerung – mit meist türkischen oder ex-jugoslawischen Ursprüngen. 2014 lebten in München gut 100.000 Muslime, was in etwa 7 % der Bevölkerung entspricht. 2024 lebten in München gut 120.000 Muslime, was in etwa 8 % der Bevölkerung entspricht.

## Buddhismus

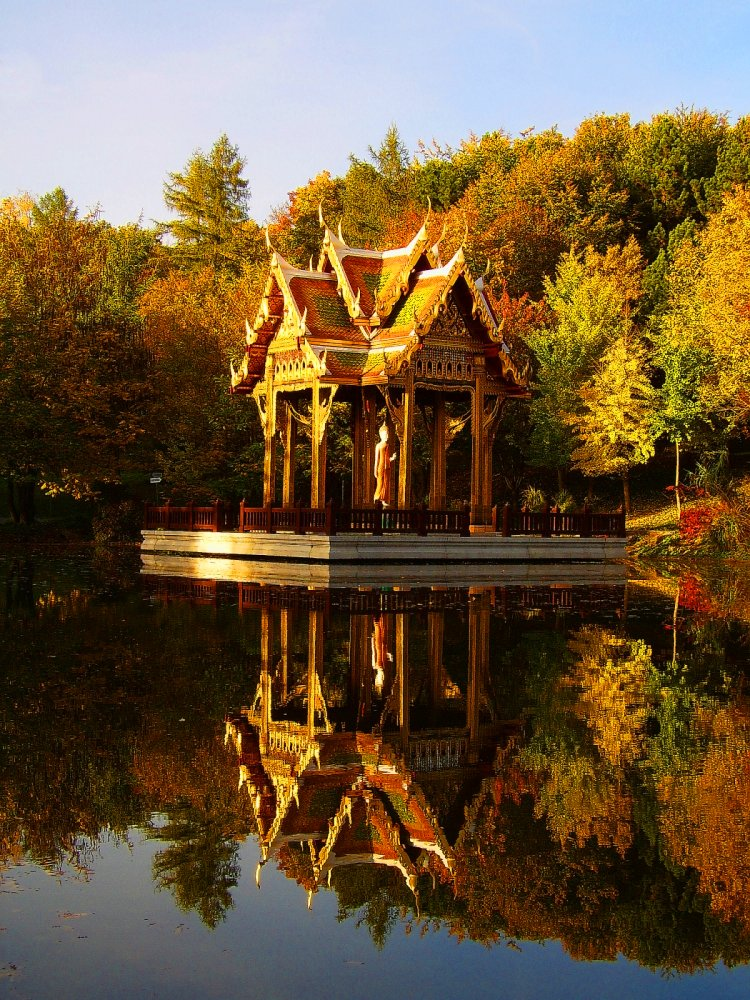
Sala Thai im Westpark

In München leben mehrere Tausend Buddhisten, sie praktizieren in unterschiedlichen buddhistischen Traditionen. Der Dachverband der Buddhisten in Deutschland, die Deutsche Buddhistische Union e.V. (DBU), hat seine Geschäftsstelle in München, über dessen Gruppen-Verzeichnis können die buddhistischen Gruppen in München (und ganz D) gefunden werden. Die vietnamesische Gemeinde trifft sich in ihrer Tempel Tâm Giác in Kirchseeon oder im Tempel Phổ Bảo. Zentren der thailandstämmigen Buddhisten in München sind das Wat Buddhadhamma in Milbertshofen und das Wat Thai München in Giesing. Ergänzt werden diese durch das 2009 gegründete Buddhistische Kloster Bodhi Vihara in Freising. Zusammen bilden sie die drei Theravada-Klöster im Großraum München. Die Sala Thai im Westpark wird ebenfalls für religiöse Zeremonien benutzt. Hier finden jährlich das Vesakh-Fest (Mai) sowie im Sommer die buddhistischen Vollmondfeiern statt. Die Sōka Gakkai betreibt in Schwabing-West ein Kulturzentrum.

## Hinduismus
Seit 1957 gibt es die hinduistische SRF Glaubensgemeinschaft von Yogananda in München. Und 1980 begann die Sri Chinmoy Gruppe mit ihren Treffen.
Zu dem Zweck der Förderung der hinduistischen Bhakti-Tradition in München wurde 1997 der gemeinnützige „Verein für Vedische Kultur“ gegründet. In den Vereinsräumlichkeiten befindet sich auch ein Krishna-Tempel. Auch das hinduistische Lichterfest wird im Westpark begangen.